# Visita de Estado de Isabel II del Reino Unido a España
La reina Isabel II del Reino Unido realizó una visita de Estado al Reino de España del 17 al 21 de octubre de 1988. Fue la primera visita oficial de un monarca británico a España, y se produjo dos años después que el rey Juan Carlos I hiciera la primera visita de Estado de un monarca español al Reino Unido. Fue la única visita oficial de Isabel II a España; las relaciones entre los dos reinos se habían visto tensas por la presencia de Gran Bretaña en Gibraltar.
Al llegar a Madrid, la reina británica visitó la ciudad y la cercana residencia real en el Real Monasterio de San Lorenzo de El Escorial, así como Sevilla y Barcelona. Al finalizar los actos formales, los dos monarcas y sus consortes zarparon hacia Mallorca para pasar tres días en la isla.
Paul Delaney de The New York Times escribió que «La visita ha captado la atención de esta nación, cuyas relaciones con Gran Bretaña se han visto empañadas por la hostilidad y la desconfianza desde la derrota británica de la Armada Invencible hace 400 años».

## Trasfondo
La visita se produjo en los primeros años de la transición española a la democracia tras la muerte de Francisco Franco en 1975 y el intento de golpe de Estado en España de 1981. España se había unido a la OTAN y a la Comunidad Económica Europea en 1982; el Reino Unido ya era miembro de ambos.
Margaret Thatcher se convirtió en la primera primera ministra del Reino Unido en visitar España un mes antes de la visita real. Juan Carlos I se negó a asistir a la boda real entre Carlos de Gales y Diana Spencer en 1981, ya que la luna de miel estaba prevista en Gibraltar; más tarde se acercó más al heredero británico y se fue de vacaciones con él a Mallorca.
Isabel II y Juan Carlos I eran primos terceros y tenían como tatarabuela en común a la reina Victoria. Sus respectivos consortes, el príncipe Felipe de Edimburgo y la reina Sofía de Grecia, eran miembros de la depuesta monarquía de Grecia.

## Eventos
El 17 de octubre de 1988, Isabel II llegaba al Aeropuerto Madrid-Barajas como la primera monarca británica en realizar una visita oficial a España; sus antepasados, la reina Victoria (1889) y el rey Eduardo VII (1906), la habían visitado extraoficialmente.
En el Palacio de las Cortes de Madrid, a Isabel II se le mostraron los agujeros de bala del intento de golpe de Estado de 1981. Durante una cena, se refirió a Gibraltar como «el único problema pendiente» en las relaciones bilaterales.
El presidente del Gobierno de España, Felipe González, ofreció un almuerzo en su residencia oficial, el Palacio de la Moncloa, el 18 de octubre. Juan Mari Arzak, especialista en gastronomía del País Vasco de San Sebastián, preparó la comida. La realeza británica pidió como protocolo que no se sirviera ajo, debido a sus efectos sobre el aliento y el estómago; Arzak modificó su receta de merluza y otros platos, que luego formaron parte de un menú «Reina de Inglaterra» en su propio restaurante, Arzak.
El 19 de octubre, en el Real Monasterio de San Lorenzo de El Escorial, Isabel II rechazó la oportunidad de entrar en la Cripta Real, sin dar razón alguna. Santiago Castelo, del periódico español ABC, se preguntó si esto se debía a la presencia en el lugar de la cripta de Felipe II de España, el rey que envió la Armada Invencible y que era visto desfavorablemente en la memoria popular inglesa. Ese mismo día, ella recibió la Medalla de Oro de la Universidad Complutense de Madrid tras pronunciar un discurso europeísta en el que también mencionó la importancia de las relaciones hispano-británicas.
La reina más tarde fue a Sevilla, donde en el Real Alcázar de Sevilla, el chef Rafael Juliá le sirvió cocina andaluza, aunque el gazpacho tuvo que hacerse sin ajo ni pepino. Se había previsto servir pato de las marismas del Guadalquivir, pero la reina ya había comido pato en El Escorial y se sabía que en el menú de su viaje a Barcelona había perdiz, así que se preparó faisán. La comida se sirvió sobre porcelana de Limoges adquirida por el Ayuntamiento de Sevilla para la Exposición Iberoamericana de 1929 y decorada con el escudo de armas de la ciudad.
Las parejas reales británica y española llegaron a Barcelona el 20 de octubre, donde se reunieron con el presidente de la Generalidad de Cataluña, Jordi Pujol, y el alcalde de Barcelona, Pasqual Maragall. Visitaron el Museo Picasso y el Estadio Olímpico de Montjuic, donde Isabel II recibió productos de los Juegos Olímpicos de Barcelona 1992 con la mascota Cobi para sus nietos. Luego abrió un edificio en Kensington School, una escuela británica establecida en la ciudad en 1966. Luego se dirigieron a Mallorca en el yate real Britannia.
Al término de los actos formales, las dos parejas reales llegaron a Palma de Mallorca el 22 de octubre, donde encontraron escrito «GIBRALTAR ESPAÑOL» en grafiti en el puerto. Tres días después, partió la pareja real británica, despedida por sus homólogos españoles, el presidente del Gobierno de las Islas Baleares Gabriel Cañellas y Nicolás Cotoner y Cotoner, vigésimo tercer marqués de Mondéjar.